# Актиноміцети

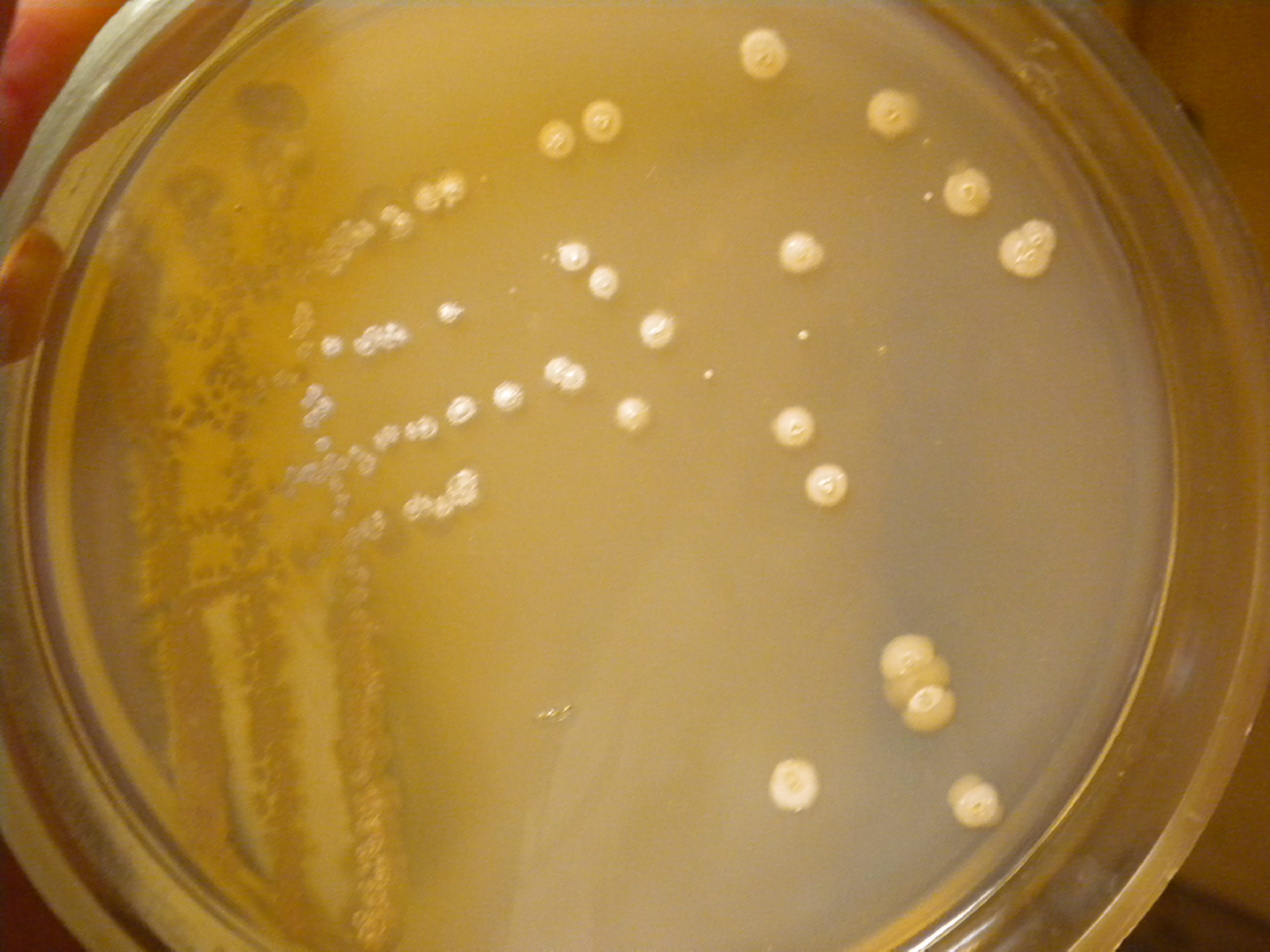
Колонії актиноміцету Streptomyces gardneri при культивуванні на вівсяному агарі

Актиноміцети (Actinomycetales) — порядок бактерій класу Актинобактерії (Actinobacteria). Це грам-позитивні бактерії. Порядок містить різноманітні за формою бактерії та включає багато підгруп. Мають кислотостійкий тип клітинної стінки, яка забарвлюється за Грамом як грампозитивна, однак за структурою ближче до грамнегативних. Характеризуються високим (60-75 %) вмістом ГЦ пар в ДНК.

## Історія вивчення
У 1874 році Фердінанд Кон в пробі зі слізного каналу людини вперше виявив нитчасту бактерію, названу на честь лікаря, який взяв пробу, Streptothrix foersteri. Оскільки родова назва Strepothrix вже було зайнято грибом, пізніше бактерію було перейменовано в Streptomyces foersteri. У 1877 році патолог Боллінгер і ботанік Гарц досліджували пухлини (актіномікозні вузли) корів і виявили їх збудника, якого через променисте розташування ниток назвали променистим грибком (Actinomyces). Ця назва незабаром стала збірною для декількох близьких родів.
У 1884 році німецький лікар Джеймс Ізраїль отримав першу чисту культуру актиноміцету (Actinomyces israelii). Надалі було виявлено безліч патогенних форм (1888 — з ноги хворого на мадурову стопу був виділений перший представник роду Nocardia), у 1890—1892 роках Госпіріні склав список родів актиноміцетів. У 1912—1916 роках стали з'являтися перші описи непатогенних актиноміцетів, виділених із звичайних природних субстратів. У цей період свій внесок у розвиток вивчення актіноміцетів внесли С. А. Ваксман, Микола Країнський, Рудольф Ліске.
Новий етап вивчення цієї проблеми почався в 1939 році, коли Красильников отримав антибіотик міцетін, який виділяють
стрептоміцети. У 1945 році  Ваксман, Шатц і Буги виділили стрептоміцин. На актиноміцети звернули велику увагу, проте в основному розвивалися прикладні аспекти, пов'язані з отриманням і застосуванням антибіотиків. Проте тоді також були отримані дані про екологію, біохімію, будову, цикли розвитку, які в свою чергу дозволили розробити принципи класифікації актиноміцетів. З 1980-х-1990-х років увага переключилась на вивчення екологічних функцій актиноміцетів, їхні взаємини в природних умовах із тваринами, рослинами і мікроорганізмами. Відбувся перегляд систематики, пов'язаний з отриманням даних про геном актиноміцетів.

## Поширення та екологічна роль
Найбільш поширені у ґрунті: в ньому виявляються представники майже всіх родів актиноміцетів. Актиноміцети зазвичай складають чверть бактерій, що виростають на традиційних середовищах при посівах їх розведених ґрунтових суспензій і 5-15 % прокаріотної біомаси, яка визначається за допомогою люмінесцентної мікроскопії. Їх екологічна роль полягає найчастіше в розкладанні складних стійких субстратів; імовірно вони беруть участь в синтезі і розкладанні гумінових речовин. Можуть виступати симбіонтами безхребетних та вищих рослин.
Ґрунти є тим природним субстратом, звідки актиноміцети виділяються в найбільшому розмаїтті. Однак більша частина біомаси актиноміцетів представлена спорами, які й дають колонії при обліку популяцій в ґрунті методом посіву, лише 1-4 % біомаси займає міцелій. Він виявляється в мікрозонах з підвищеним вмістом органічної речовини.

## Будова
Міцелій з рідкісними перегородками, практично ценоцітний у спороутворюючих, з частими перегородками (септами) у форм, для яких міцелій розпадається і близьких до них. Вегетативні клітини більшості форм діляться поперечними перегородками, Geodermatophilus і Dermatophilus — у взаємно перпендикулярних напрямках, деякі актиноміцети містять клітини з септами, що проходять в абсолютно різних напрямах (спорангії Micromonospora, везикули Frankia). Розгалуження відбувається за механізмом брунькування. Часто диференціація проявляється в утворенні аміцеліарних структур:
- Коремії — тісне переплетення гіф, склеєних слизом з оксидами заліза;
- агрегати клітин;
- кристали вторинних метаболітів;
- «Сірчані гранули»;
- склероції — потовщені гіфи з вакуолями, заповненими ліпідами, може проростати як спору;
- везикули — інкапсульовані азотфіксуючі утворення.

У процесі старіння цитоплазма клітин набуває нерівномірну електронну щільність, в ній перестають відрізнятися рибосоми, межа нуклеоїду розпливається, клітинна стінка стає тонкою і рихлою, утворюється мікрокапсула. При автолізисі в цитоплазмі утворюються великі світлі ділянки, нуклеоїд розпадається, в клітинній стінці утворюються отвори, клітина заповнюється мембранними структурами, що руйнуються останніми.

## Біохімічні особливості
Для актиноміцетів відзначається наявність рідкісних метаболічних шляхів і ферментних систем. Наприклад, для них характерний шлях розщеплення глюкози Ентнера-Дудорова, зустрічається поліфосфатгексокіназа (замість звичайної гексокінази), існують особливості в синтезі ряду амінокислот; у вторинному метаболізмі їм властивий шікіматний шлях синтезу ароматичних з'єднань, включення цілісних вуглецевих скелетів глюкози у вторинні метаболіти, наприклад, антибіотики. Відмінною особливістю актиноміцетів є здатність до синтезу фізіологічно-активних речовин, антибіотиків, пігментів, пахучих сполук. Саме ними формується специфічний запах ґрунту і іноді води (речовини геосмін, аргосмін, муцідон, 2-метил-ізоборнеол). Актиноміцети є активними продуцентами антибіотиків, утворюючи до половини відомих науці.

## Класифікація
- Підряд Actinomycineae
  - Родина Actinomycetaceae
- Підряд Actinopolysporineae
  - Родина Actinopolysporaceae
- Підряд Catenulisporineae
  - Родина Catenulisporaceae
  - Родина Actinospicaceae
- Підряд Corynebacterineae
  -  ?Tomitella
  -  ?Hoyosella
  - Родина Corynebacteriaceae
  - Родина Dietziaceae
  - Родина Gordoniaceae
  - Родина Mycobacteriaceae
  - Родина Nocardiaceae
  - Родина Segniliparaceae
  - Родина Tsukamurellaceae
- Підряд Frankineae
  - Родина Acidothermaceae
  - Родина Cryptosporangiaceae
  - Родина Frankiaceae
  - Родина Geodermatophilaceae
  - Родина Nakamurellaceae
  - Родина Sporichthyaceae
- Підряд Glycomycineae
  - Родина Glycomycetaceae
- Підряд Jiangellineae
  - Родина Jiangellaceae
- Підряд Kineosporiineae
  - Родина Kineosporiaceae
- Підряд Micrococcineae
  -  ?Koreibacter
  -  ?Luteimicrobium
  - Родина Beutenbergiaceae
  - Родина Bogoriellaceae
  - Родина Brevibacteriaceae
  - Родина Cellulomonadaceae
  - Родина Demequinaceae
  - Родина Dermabacteraceae
  - Родина Dermatophilaceae
  - Родина Dermacoccaceae
  - Родина Intrasporangiaceae
  - Родина Jonesiaceae
  - Родина Microbacteriaceae
  - Родина Micrococcaceae
  - Родина Promicromonosporaceae
  - Родина Rarobacteraceae
  - Родина Ruaniaceae
  - Родина Sanguibacteraceae
- Підряд Micromonosporineae
  - Родина Micromonosporaceae
- Підряд Propionibacterineae
  - Родина Nocardioidaceae
  - Родина Propionibacteriaceae
- Підряд Pseudonocardineae
  - Родина Pseudonocardiaceae
- Підряд Streptomycineae
  - Родина Streptomycetaceae
- Підряд Streptosporangineae
  -  ?Sinosporangium
  - Родина Nocardiopsaceae
  - Родина Streptosporangiaceae
  - Родина Thermomonosporaceae